# 13號公路 (寮國)
13號公路是老撾陸路交通的幹線，縱貫全國。北起琅南塔省磨丁，並與中國213國道在雲南省勐臘縣磨憨鎮對接，經過琅勃拉邦、首都永珍、南部重鎮巴色等，與柬埔寨7號國道相接。全長1,292公里。